# Megascops hoyi
Megascops hoyi là một loài chim trong họ Strigidae.